# الفهرست (شیخ طوسی)
الفهرست نوشته شیخ طوسی، از بزرگان شیعه در قرن پنجم هجری. این کتاب به بیان اسامی مصنفین شیعه و کتابهایی که در عالم تشیع نوشته شده و سند شیخ طوسی به آنها می‌باشد.

## ویژگی‌ها
این کتاب در ردیف مهمترین منابع برای شناخت اعتبار راویان شیعه و از عمده‌ترین منابع است. هدف اصلی از تألیف کتاب معرفی مؤلفین شیعه و کتب آنها است، بنابراین راویانی که کتابی ننوشته‌اند نامشان در این کتاب نیامده‌است. در عین حال، در این کتاب بعضی از مؤلفین شیعه ذکر نشده‌اند (مانند آنها که شیخ طریقی به آنها ندارد).
شیخ، فهرست کتب اصحاب امامیه را نوشته‌است، بنابراین صِرف آمدن نام یک نفر در این کتاب، دلیل بر شیعه بودن اوست مگر آنجا که تصریح به خلاف شده باشد.

## ترتیب
کتاب «الفهرست» دارای ترتیب و نظم امروزی نبوده و برای دسترسی هر چه آسانتر به مطالب آن عده‌ای آن را مرتب نموده‌اند از جمله:
- توسط شیخ علی بن عبد الله مقشاعی
- بوسیله مولی عنایة الله قهپایی
- در سال ۱۰۰۵ هجری به ترتیب الفبایی کامل در آمده که به نظر می‌رسد چاپ حاضر نیز بر اساس این ترتیب است.